# Paranybelinia otobothrioides
Paranybelinia otobothrioides is een lintworm (Platyhelminthes; Cestoda). De worm is tweeslachtig. De soort leeft als parasiet in andere dieren.
Het geslacht Paranybelinia, waarin de lintworm wordt geplaatst, wordt tot de familie Paranybeliniidae gerekend. De wetenschappelijke naam van de soort werd voor het eerst geldig gepubliceerd in 1966 door Dollfus.